# الجزائر في الألعاب البارالمبية الصيفية 2008
شاركت الجزائر في الألعاب البارالمبية الصيفية ببكين 2008، وهي المشاركة الخامسة في تاريخها منذ سنة 1992.

## مواضيع ذات علاقة
الجزائر في الألعاب الأولمبية الصيفية 2008